# Cvetat na hameleona
Pour plus de détails, voir Fiche technique et Distribution.
Cvetat na hameleona (en bulgare : Цветът на Хамелеона) est un film bulgare réalisé par Emil Hristov et sorti en 2012.
Il est sélectionné pour représenter la Bulgarie aux Oscars du cinéma 2014 dans la catégorie meilleur film en langue étrangère.

## Synopsis
Batko met en place son propre réseau d'informateurs en recrutant un groupe d'intellectuels pour s'espionner les uns les autres. Après la fin du communisme, il l'utilise pour faire des ravages dans le gouvernement bulgare. 

## Fiche technique
- Titre original : Цветът на Хамелеона, Cvetat na hameleona (litt. « La Couleur du caméléon »)
- Titre international : The Colour of the Chameleon
- Réalisation : Emil Hristov
- Scénario : Vladislav Todorov
- Photographie : Krum Rodriguez
- Pays d’origine : Bulgarie
- Genre : Comédie noire
- Langue : bulgare
- Durée : 111 minutes (1 h 51)
- Dates de sortie :
  - Grèce : 7 novembre 2012 (Festival international du film de Thessalonique 2012)
  - Bulgarie : 5 avril 2013

## Distribution
- Lilia Abadjieva : Pravda Cherneva
- Mihail Bilalov : Aleko Polyanski
- Rousy Chanev : Mlyakov
- Deyan Donkov : Kokalov
- Samuel Finzi : Chamov
- Hristo Garbov : le ministre de l'intérieur
- Vassilena Getschkova : Diana Manolova
- Vasilena Getskova : Diana Manolova
- Iordanka Ioveva : Tribadzhakova

## Distinctions

### Récompenses
- Festival international du film de Thessalonique 2012 : mention spéciale

### Nominations
- Festival international du film de Stockholm 2012
- Festival international du film de Toronto 2012
- Festival du film de Belgrade 2013
- New Directors/New Films 2013
- Festival international du film de RiverRun 2013
- Festival international du film de Karlovy Vary 2013
- Festival du film de Hambourg 2013
- Festival du film Cinedays 2013